# Селище (Борисовський район, Метченська сільська рада)
Селище (біл. вёска Селішча) — село в складі Борисовського району Мінської області, Білорусь. Село належало Метченській сільській раді, розташоване в східній частині області.